# سباستین فاوست
سباستین فاوست (به انگلیسی: Sebastian Faust) یک شخصیت خیالی ابرقهرمان در کتاب‌های کامیک آمریکایی منتشر شده توسط دی‌سی کامیکس است. این شخصیت توسط مایک بار و پال پلتیئر خلق شده‌است که برای اولین بار در شمارهٔ ۱ از دومین نسخه مجموعه آوت‌سایدرز (۱۹۹۳) حضور پیدا کرد. شخصیت سباستین فاوست بر گرفته از فاوست، قهرمانی در افسانه‌های آلمانی است که روحش را با دانش نامحدود و لذات دنیوی در معامله‌ای با شیطان معاوضه می‌کند.
فاوست پسر جادوگر شیطانی فیلیکس فاوست است. روح او توسط پدرش به روحی خبیث به نام نبیروس در ازای قدرت پیشکش شد، اما این روح خبیث فیلیکس را فریب داد و قدرت را به سباستین در عوض پدرش اعطا کرد. فاوست دارای قدرت‌های جادویی با ماهیت نامشخص است. او علاوه بر قدرت‌های جادویی گسترده خود، قادر به تصاحب روح دیگران است که در نتیجه توانایی و قدرت‌های آن‌ها را نیز دارا می‌شود. از آنجایی که چشمان، به عنوان پنجره‌ای برای روح به‌شمار می‌رود، چشمان سباستین تهی می‌باشند.
فاوست توانایی اجرای جادو در اشکال مختلفی از جمله قدرت شفا و باززایی، دورجنبی، دورنوردی، اجرای وهم و غیب‌گویی است. با توجه به منابعی که سباستین در اختیار دارد، او قادر به اجرای جادو و افسون‌های است که در لیست سحر و جادوهای روح طبقه‌بندی نشده‌اند. فاوست همچنین از فوبیای بلندی‌هراسی رنج می‌برد.